# کریستال (کشتی بخار)
کریستال (کشتی بخار) (به انگلیسی: Crystal (steamboat)) یک کشتی است که طول آن ۴۵ فوت (۱۳٫۷ متر) می‌باشد. این کشتی در سال ۱۹۰۵ ساخته شد.